# Dictya atlantica
Dictya atlantica är en tvåvingeart som beskrevs av Steyskal 1954. Dictya atlantica ingår i släktet Dictya och familjen kärrflugor. Inga underarter finns listade i Catalogue of Life.